# Gestreepte dolfijn
De gestreepte dolfijn (Stenella coeruleoalba) is een dolfijn uit het geslacht Stenella (gevlekte dolfijnen).

## Beschrijving
Hij heeft een opvallende tekening op zijn lichaam. De onderzijde is wit of lichtroze. Er lopen één of twee donkerblauwe strepen lateraal van de oog naar de borstvin, en een van het oog naar de anus. Rond deze strepen is de kleur van de huid lichtblauw. De rug, meloen en bek zijn donker blauwgrijs, evenals een vlek rond het oog. Op de flanken loopt een lichtgrijze V-vormige streek. Deze streek loopt van de rugvin naar de ogen, en vanaf de ogen naar de staart. De bek is lang en slank. De gestreepte dolfijn wordt 190 tot 250 centimeter lang, soms tot 270 centimeter. Mannetjes zijn iets groter dan vrouwtjes, ongeveer vijftien centimeter. Ze wegen tot 120 kilogram.

## Gedrag en leefgebied
De gestreepte dolfijn komt voor in alle gematigde en warmere wateren, op open zee. In de Middellandse Zee is het waarschijnlijk de meest algemene soort, en hij wordt daar regelmatig vanaf de kust gezien. Op fresco's uit de Griekse oudheid staat de soort al afgebeeld. Het is een speelse soort, die het gezelschap van boten opzoekt en surft op de golven, alhoewel ze voorzichtiger zijn dan andere dolfijnen. Ze leven in groepen van vijf tot driehonderd dieren, soms samen met gewone dolfijnen. Deze groepen kunnen zich samenvoegen tot zo'n drieduizend dieren. Er zijn aanwijzingen dat buiten het voortplantingsseizoen de seksen apart leven. Ook leven onvolwassen dieren meestal apart van de volwassen dolfijnen. De gestreepte dolfijn kan tot tweehonderd meter diep duiken, en jaagt daar met echolocatie op lantaarnvissen, kleine pijlinktvissen en schaaldieren, waaronder krill en tienpotigen als garnalen.

## Voortplanting
Het voortplantingsseizoen verschilt per leefgebied. In de Atlantische Oceaan is het voortplantingsseizoen in de lente en herfst, in de Middellandse Zee alleen in de herfst. Na een draagtijd van tien tot dertien maanden wordt één jong geboren van 110 centimeter lang. Na twaalf tot twintig maanden worden de jongen gespeend. De dieren zijn afhankelijk van geslacht, leefgebied en lengte geslachtsrijp: vrouwtjes in de Middellandse Zee zijn geslachtsrijp als ze 180 centimeter lang zijn, mannetjes als ze 190 centimeter lang zijn. Mannetjes in de Atlantische Oceaan zijn geslachtsrijp als ze 205 centimeter lang zijn, vrouwtjes als ze 200 centimeter lang zijn. Meestal zijn de dieren een jaar of negen oud. Gestreepte dolfijnen worden gemiddeld 35 jaar oud, maar kunnen 60 worden.

## Bedreiging
Het is een algemene soort, met een wereldpopulatie van ongeveer 1,8 miljoen dieren. Toch raken ze vaak verstrikt in visnetten. In de noordwestelijke Grote Oceaan is de soort zeldzaam door overbevissing van Japan.